# Molécula heteronuclear

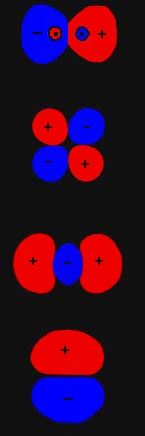
Moléculas heteronucleares.

Las moléculas heteronucleares son moléculas compuestas por más de un elemento. Por ejemplo el agua está compuesta por dos elementos, hidrógeno y oxígeno, en la relación H2O. Por el contrario el oxígeno molecular (O2), solo posee átomos de oxígeno, lo que lo convierte en una especie homonuclear.